# Tom Payne (regista)
Thomas Payne, detto Tom (Lomas de Zamora, 4 ottobre 1914 – Alfenas, 15 settembre 1996), è stato un attore, regista e sceneggiatore brasiliano di origine argentina.
Iniziò come attore negli anni trenta, comparendo tra l'altro in alcuni film diretti da Monty Banks. Nel 1950 avvenne l'esordio dietro la macchina da presa in Caiçara, diretto con Adolfo Celi e John Waterhouse e in seguito diresse altri cinque film, tra cui nel 1953 Sinha Moca, la dea bianca insieme a Oswaldo Sampaio che ottenne riconoscimenti a Venezia e Berlino. Negli anni successivi continuò a dedicarsi alla recitazione, soprattutto in serie televisive, fino a metà degli anni sessanta.
Fu sposato con l'attrice francese Eliane Lage, dalla quale ebbe tre figli, dal 1951 fino alla separazione avvenuta nel 1966.

## Filmografia

### Attore

#### Cinema
- Payne and Hilliard, regista non conosciuto (1931) - Cortometraggio
- Maria Marten, or The Murder in the Red Barn, regia di Milton Rosmer (1935) - Non accreditato
- Queen of Hearts, regia di Monty Banks (1936) - Non accreditato
- Keep Your Seats, Please!, regia di Monty Banks (1936)
- Feather Your Nest, regia di William Beaudine (1937)
- The Show Goes On, regia di Basil Dean (1937)
- We're Going to Be Rich, regia di Monty Banks (1938)
- Sinfonia fatale, regia di Victor Stoloff (1947)
- Caiçara, regia di Adolfo Celi, Tom Payne e John Waterhouse (1950)
- Sinha Moca, la dea bianca (Sinhá Moça), regia di Tom Payne e Oswaldo Sampaio (1953)
- Kurussù la bestia delle amazzoni (Curucu, Beast of the Amazon), regia di Curt Siodmak (1956)
- Schiavi d'amore delle Amazzoni (Love Slaves of the Amazons), regia di Curt Siodmak (1957)
- Arara Vermelha, regia di Tom Payne (1957)

#### Televisione
- Call Back Yesterday, regia di Derick Williams (1956) - Film Tv
- The Dickie Henderson Half-Hour (1958) - Serie Tv, 1 episodio
- The Larkins (1958) - Serie Tv, 1 episodio
- BBC Sunday-Night Theatre (1958) - Serie Tv, 1 episodio
- Soldier Soldier, regia di Norman James (1960) - Film Tv
- Sykes and a... (1960) - Serie Tv, 1 episodio
- Agente speciale (The Avengers) (1961) - Serie Tv, 1 episodio
- Winning Widows (1961) - Serie Tv, 1 episodio
- Z Cars (1962) - Serie Tv, 1 episodio
- No Hiding Place (1962-1963) - Serie Tv, 3 episodi
- Ghost Squad (1963) - Serie Tv, 1 episodio

### Regista
- Caiçara (1950) - Co-regia con Adolfo Celi e John Waterhouse
- Terra È Sempre Terra (1951)
- Ângela (1951) - Co-regia con Abilio Pereira de Almeida
- Sai da Frente (1952) - Co-regia con Abilio Pereira de Almeida
- Sinha Moca, la dea bianca (Sinhá Moça) (1953) - Co-regia con Oswaldo Sampaio
- Arara Vermelha (1957)

### Sceneggiatore
- Sai da Frente, regia di Tom Payne e Abilio Pereira de Almeida (1952)
- Sinha Moca, la dea bianca (Sinhá Moça), regia di Tom Payne e Oswaldo Sampaio (1953)
- Arara Vermelha, regia di Tom Payne (1957)

## Riconoscimenti
- Mostra internazionale d'arte cinematografica di Venezia
  - 1951 – Nomination Leone d'oro per Ângela
  - 1953 – Leone di bronzo per Sinha Moca, la dea bianca
- Festival internazionale del cinema di Berlino
  - 1954 – Premio Speciale del Senato di Berlino per Sinha Moca, la dea bianca